# مایا ساکاموتو
مایا ساکاموتو (انگلیسی: Maaya Sakamoto; ۳۱ مارس ۱۹۸۰ – ) بازیگر، صداپیشه، خواننده، تهیه‌کننده تلویزیونی، مجری رادیو، و مقاله‌نویس اهل ژاپن بود. وی از سال ۱۹۸۸ میلادی تاکنون مشغول فعالیت بوده‌است.
از فیلم‌ها یا برنامه‌های تلویزیونی که وی در آن نقش داشته‌است می‌توان به تکن: انتقام خون، هارلوک: دزدان فضایی، و شبح درون پوسته: فیلم جدید اشاره کرد.